# Zenit

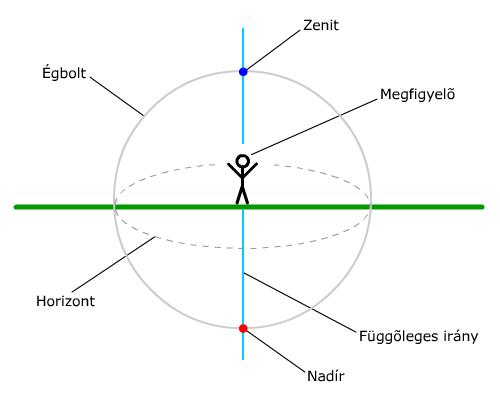

A zenit egy földfelszíni pontba emelt függőlegesnek az éggömbbel való azon döféspontja, amely a horizont felett van. Az ellenkező irányú döféspont a nadír.